# Hugh Mundell
Hugh Mundell, född 1962 död 1983, var en sångare från Jamaica som under sin mycket korta levnad hann ge ut fem LP-skivor samt ett antal 7- och 12-tummare.
Han slog igenom stort redan vid 16 års ålder då han gav ut "Africa Must Be Free By 1983". Skivan producerades av Augustus Pablo, men Mundell skrev alla låtar själv. Skivdebuten ägde dock rum redan 1975, då han som 13-åring sjöng in "Where Is Natty Dread?" (producerad av Joe Gibbs).
Hugh Mundell kallade sig ibland "Jah Levi" och fick också smeknamnet "The Blessed Youth".
Mundell blev skjuten 1983 under en biltur i Kingston, Jamaica, och avled.

## Diskografi (LP-skivor)
- 1978 – Africa Must Be Free By 1983
- 1979 – Africa Must Be Free By 1983 Dub (tillsammans med Augustus Pablo)
- 1980 – Time And Place
- 1980 – Jah Fire
- 1982 – Mundell
- 1983 – Arise